# Suuri-Luotonen
Suuri-Luotonen eller Luotonen är en sjö i Finland. Den ligger i kommunen Sonkajärvi i landskapet Norra Savolax, i den centrala delen av landet, 400 km norr om huvudstaden Helsingfors. Suuri-Luotonen ligger 159 meter över havet. Arean är 19 hektar. Sjön  ingår i Vuoksens huvudavrinningsområde.  I omgivningarna runt Suuri-Luotonen växer i huvudsak blandskog.